# Basílica paleocristiana de Son Bou
La Basílica paleocristiana de Son Bou, se encuentra en el extremo este de la playa de Son Bou en el sur de la isla de Menorca (Islas Baleares, España).
Esta basílica paleocristiana fue descubierta en 1951. Se trata de una basílica de tres naves, orientada de este a oeste. Se estima que es una construcción del siglo V. En el exterior de la basílica hay una necrópolis excavada en la roca.

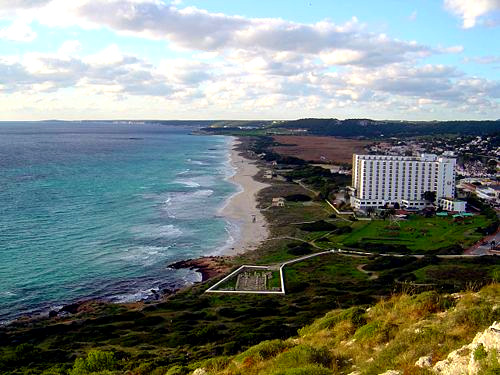
Playa de Son Bou y basílica paleocristiana (en el centro-bajo)